# Національна ідентичність
Націона́льна іденти́чність — це ототожнення особистості з національною спільнотою, що базується на стійкому емоційному зв'язку. Цей зв'язок формується в результаті усвідомлення та прийняття традицій, культури, мови, політичних поглядів, а також групових норм і цінностей спільноти. Являє собою відчуття належності до певної держави чи нації. Це сенс «нації як цілісного цілого, представленої самобутніми традиціями, культурою та мовою». Національна ідентичність може означати суб'єктивне відчуття, яке людина поділяє з групою людей про націю, незалежно від законного статусу громадянства.

## Формування національної ідентичності
Національна ідентичність не є вродженою рисою і вона є за своєю суттю соціальним конструктом. Національна ідентичність людини випливає безпосередньо з присутності елементів із «спільних точок» у повсякденному житті людей: національних символів, кольорів, історії нації, кровних зв'язків, культури, музики, кухні, радіо, телебачення тощо. Під різними соціальними впливами люди включають національну ідентичність у свою особисту ідентичність, приймаючи переконання, цінності, припущення та очікування, які відповідають національній ідентичності. Люди з ідентифікацією їх нації розглядають національні переконання і цінності, особистісно значущим, і транслюють ці переконання і цінності в повсякденній практиці.

## Опис
Як свідчать психологічні дослідження, становлення національної ідентичності, як складової концепції особистості, підпорядковується певним закономірностям і проходить низку фаз у своєму розвитку. Її пробудження відбувається у дитячому віці під впливом сімейного середовища, друзів, знайомих, однолітків. Пізніше в цей процес включаються інші осередки соціалізації — дошкільні заклади, школа, позашкільні установи, вищі навчальні заклади тощо. Під впливом зазначених змін, новим змістом наповнюється «Я-образ» особистості, в якому все більшої ваги набувають національні складові. За викладом Тетяни Титаренко починається з регіональної ідентичності: